# Richardson, Texas
Richardson är en stad med omkring 100 000 invånare på gränsen mellan Dallas County och Collin County i nordöstra Texas i USA. Där finns många telekom-företag. Richardson fick stadsbrev 1873.